# Infektiöser Tumor

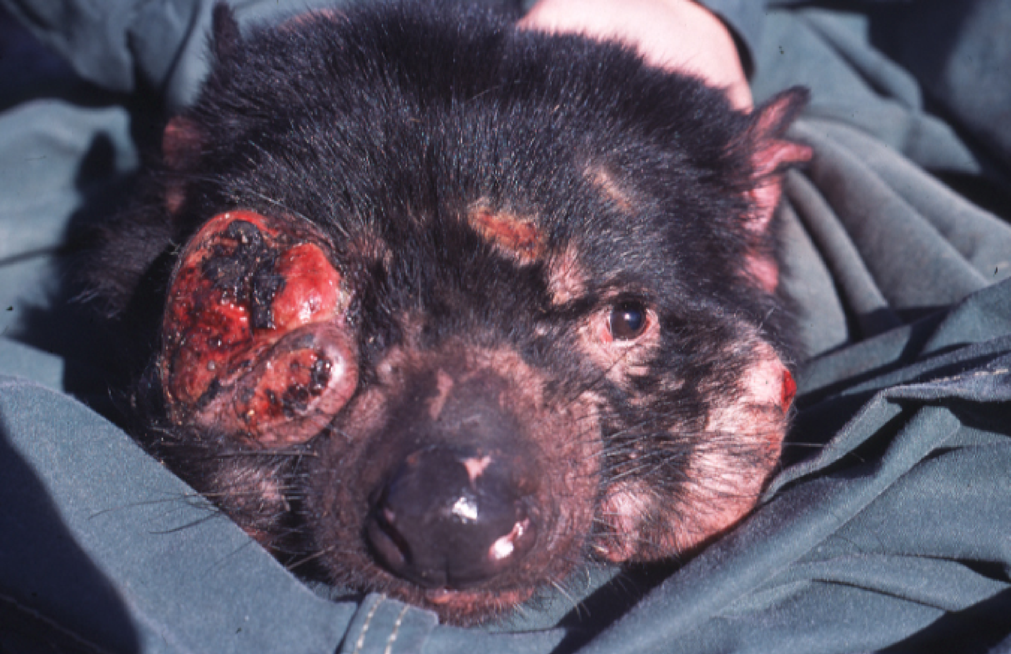
Infektiöser Tumor des Tasmanischen Teufels

Ein infektiöser Tumor (synonym klonaler transmissibler Tumor) ist ein Tumor, der durch Infektionswege übertragen werden kann. Sie unterscheiden sich von Tumoren, die durch Onkoviren oder karzinogene Bakterien ausgelöst werden (onkovirale und onkobakterielle Tumoren), durch das Fehlen ebendieser Erreger. Daher bilden die Tumorzellen aller Individuen der Infektionskette einen Klon.

## Geschichte

### Hunde

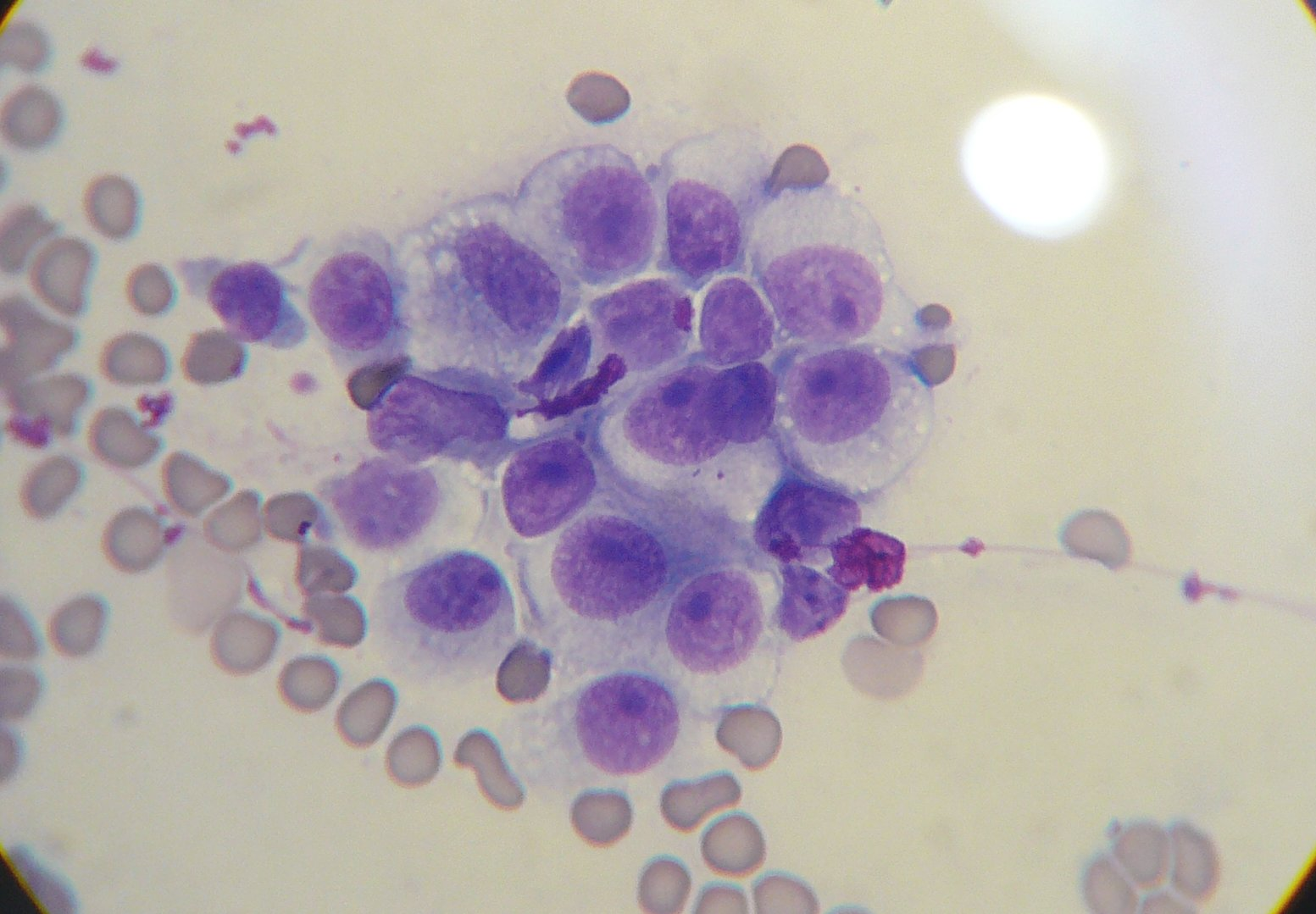
Sticker-Sarkom-Zellen mit modifizierter Wright-Färbung gefärbt

Bereits 1876 wurde das Sticker-Sarkom (synonym CTVT, von engl. canine transmissible venereal tumor ‚übertragbarer Geschlechtstumor des Hundes‘) bei Hunden durch M. A. Novinsky als infektiöser Tumor beschrieben. Anton Sticker beschrieb 1906 diese Erkrankung eingehender. Die Entstehung des Sticker-Sarkoms wird auf zwischen 500 v. Chr. und 9300 v. Chr. geschätzt und ist somit die älteste existierende tierische Zelllinie. Seit seiner Entstehung hat das Sticker-Sarkom etwa 1,9 Millionen Mutationen angesammelt, 646 Gene wurden deletiert. Das Sticker-Sarkom wird sexuell und oral übertragen. Vor etwa 500 Jahren hat es sich global in Hundepopulationen ausgebreitet.

### Goldhamster
Der erste Nachweis des Fehlens eines anderen Tumor-auslösenden Pathogens in einem übertragenen Tumor erfolgte 1964 bei einem kontagiösen Retikulumzell-Sarkom aus einem syrischen Goldhamster. Dieser Tumor konnte experimentell durch Stechmücken übertragen werden.

### Beutelteufel
Im Jahr 1996 ist in Australien erstmals ein infektiöser Tumor des Beutelteufels (Tasmanischer Teufel) beschrieben worden, das Devil Facial Tumour Disease (DFTD oder DFT1). Es wird vermutet, dass ein genetischer Flaschenhals oder eine geringe Variabilität der Haupthistokompatibilitätskomplexe bei den Beutelteufeln zu einer erleichterten Transmission beiträgt. Dieser Tumor wird meistens durch Gesichtsbisse übertragen und stellt eine Bedrohung für die ohnehin bedrohte Tierart dar, weshalb bereits Umsiedelungsprogramme von Beutelteufeln auf isolierte Inseln und Zoos weltweit durchgeführt wurden. Analysen ergaben, dass sich die Tumorzellen wahrscheinlich aus Schwannschen Zellen entwickelt haben. Diese vermehren sich normalerweise im Verletzungsfall für kurze Zeit als Teil des Heilungsprozesses. 2014 konnte beim Beutelteufel ein weiterer infektiöser Gesichtskrebs (DFT2) identifiziert werden, der sich von dem herkömmlichen DFT1 in der histologischen Struktur sowie in der Abstammungshistorie, im Chromosomenaufbau und Mutationsprofil deutlich unterscheidet. DFT1 Infektionen konnten sich seit den späten 1990er Jahren über die meisten Gebiete Tasmaniens ausbreiten und werden für Beutelteufel-Populationseinbrüche um bis zu 80 % verantwortlich gemacht, während angenommen wird, dass sich die DFT2 Epidemie auf die lokale Population der südöstlichen D’Entrecasteaux Channel Halbinsel beschränkt.

### Mensch
Beim gesunden Menschen sind nur Einzelfälle der Transmission von Tumoren beschrieben worden, die jedoch keine Infektkette aufrechterhalten konnten, da sie nicht auf weitere Menschen übertragbar sind. Etwa 0,04 % der Empfänger eines Organtransplantates entwickeln unter der Immunsuppression Metastasen aus malignen Zellen des Spenders, meistens Melanome, und etwa 0,06 % der Empfänger von hämatopoetischen Stammzellen erwerben eine maligne hämatologische Erkrankung. Etwa ein Drittel der Organempfänger, deren Spender einen diagnostizierten Tumor hatten, entwickelten die gleiche Erkrankung. Diese Studien trennen jedoch nicht zwischen spontan durch Mutation entstandenen nicht-infektiösen Tumoren, infektiösen Tumoren, onkoviralen Tumoren und onkobakteriellen Tumoren. Weiterhin führen transplantierte Tumoren beim Menschen nicht zu einer fortlaufenden Infektkette.
Im Januar 2021 wurde zwei Fälle veröffentlicht, in denen Neugeborene in Japan möglicherweise mit Tumoren (Gebärmutterhalskrebs) ihrer Mutter vor oder während der Geburt infiziert wurden. Der genetische Fingerabdruck der kindlichen und mütterlichen Krebszellen zeigte übereinstimmende Mutationen; und den kindlichen Krebszellen fehlte das Y-Chromosom, obwohl es sich bei beiden um Jungen handelt. Zudem waren Tests auf Humane Papillomviren positiv. Auch hier kam es nicht zu einer fortlaufenden Infektkette.

### Muscheln
Eine Leukämie-artige infektiöse Neoplasie gehört zu den sechs schädlichsten Pathogenen der Muschel Mya arenaria. 2016 wurden solche infektiösen Neoplasien auch in mehreren anderen Muschelfamilien beschrieben: in der Miesmuschel Mytilus trossulus, in der Herzmuschel Cerastoderma edule und in der Venusmuschel Polititapes aureus. Die Zelllinie in P. aureus stammt ursprünglich von einer anderen Venusmuschel, Venerupis corrugata.